# 局部有限群
在數學的群論中，局部有限群是群的一種，研究方法與有限群相似。局部有限群的西羅子群、卡特子群、阿貝爾子群等都有被研究。

## 定義和初步結果
一個群稱為局部有限群，如果任意有限生成子群都是有限群。
由於局部有限群的循環子群都是有限群，所以局部有限群的每個元素的階都是有限，因此局部有限群是週期群。

## 例子和非例子
以下是局部有限群的例子：
- 有限群
- 無限個有限群的直和(Robinson 1996，第443頁)（但是其直積未必是局部有限）
- ω-範疇群（Omega-categorical group）
- 普呂弗群（英语：Prüfer group）
- 哈密頓群（英语：Hamiltonian group）
- 週期可解群
- 局部有限群的任何子群
- 霍爾泛群（英语：Hall's universal group）是一個可數局部有限群，包含每個可數局部有限群為其子群。
- 每個群都有唯一極大正規局部有限子群(Robinson 1996，第436頁)
- 在複數上的一般線性群的任何週期子群都是局部有限群。[1]

非例子：
- 有無限階元素的群
- 塔斯基魔群（英语：Tarski monster group）是週期群，但不是局部有限。

## 性質
局部有限群的類對於子群、商群、群擴張是封閉的。(Robinson 1996，第429頁)
局部有限群適合較弱形式的西羅定理。若一個局部有限群有一個有限p-子群不包含在其他p-子群內，則所有極大p-子群都是有限和共軛的。若其共軛的數目有限，則此數對於模p同餘於1。(Robinson 1996，第429頁)其實若一個局部有限群的每個可數子群都僅有可數個極大p-子群，則這個群的所有極大p-子群都共軛。(Robinson 1996，第429頁)

## 外部連結
- A.L. Shmel'kin, , Hazewinkel, Michiel  (编), , Springer, 2001, ISBN 978-1-55608-010-4
- Otto H. Kegel and Bertram A. F. Wehrfritz (1973), Locally Finite Groups, Elsevier